# Бетховенський фриз
«Бетховенський фриз» — цикл робіт австрійського художника Густава Клімта.

## Історія створення
Людвиг ван Бетховен був культовою фігурою як для Клімта особисто, так і для творчої інтелігенції Австрії й Німеччини загалом. На XIV виставці Віденського сецесіону було прийнято рішення віддати належне німецькому композиторові. Головною подією мала стати презентація роботи скульптора Макса Клінгера — він зобразив композитора в момент слави, Бетховен сидить на троні (на виконання композиції він витратив майже 18 років). Координатором виставки був художник Альфред Роллер. Симфонічний оркестр мав організувати музичний супровід (кульмінацією стало виконання четвертої частини Дев'ятої симфонії), іншим допоміжним засобом мав стати цикл робіт Клімта, оформлений в вигляді архітектурного фризу (загальна довжина — 34 м.).
Фриз являє собою художнє зображення Клімтом Дев'ятої симфонії Бетховена, головна ідея якої інтерпретована як подолання людством страждання на шляху до щастя та любові.
Густав Клімт використовував легкі матеріали, штукатурка була нанесена на полотно з очерету. Застосовував дзеркала, кольорове скло, біжутерію й позолоту. Автор гадав, що роботу експонують один раз. Та промисловець Карл Райнинггаус придбав серію робіт й зберігав її в підвальному приміщення до 1970 р. Тоді роботу відреставрували й помістили в Палаці сецесіону.

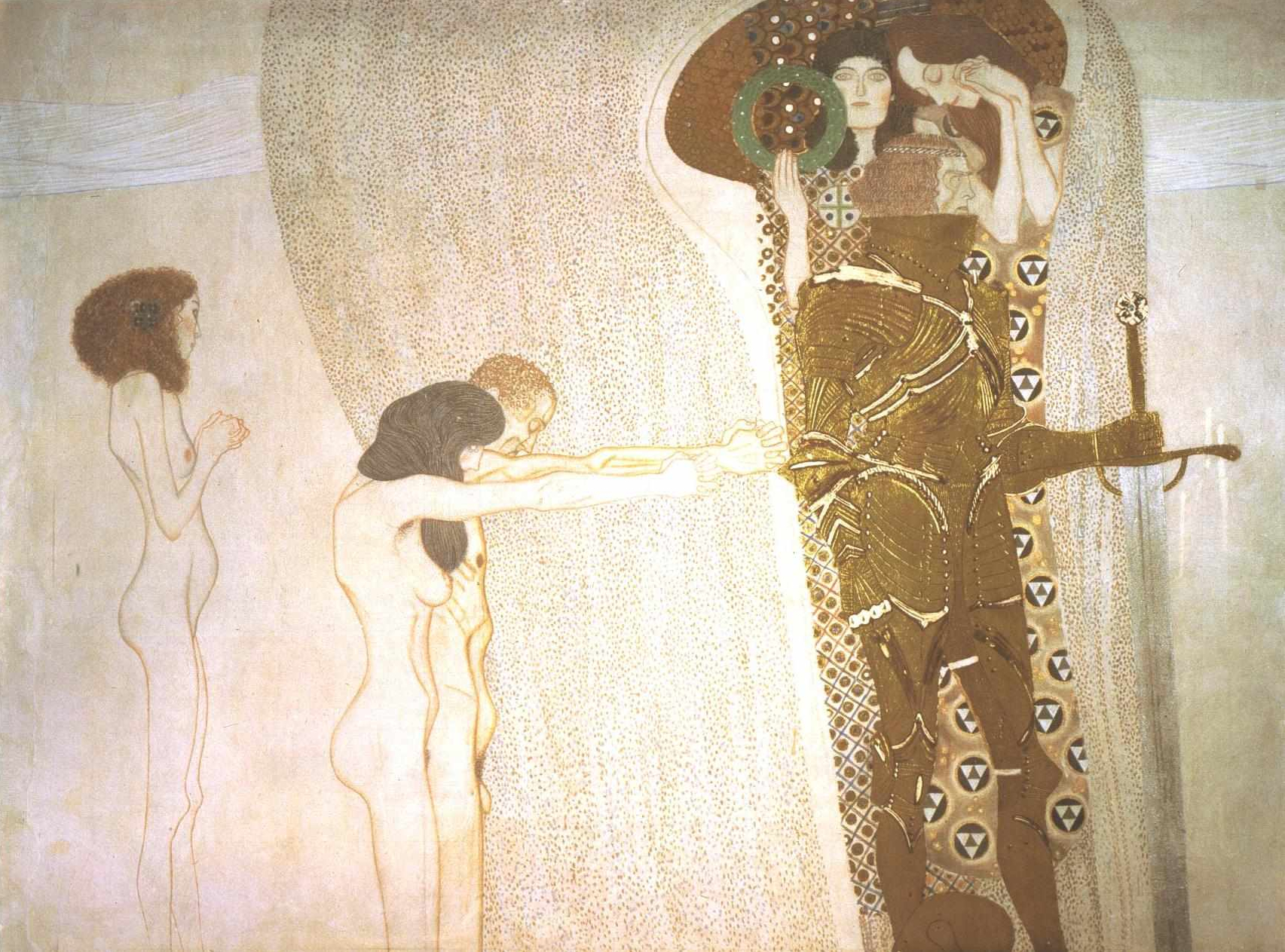
«Туга за щастям»
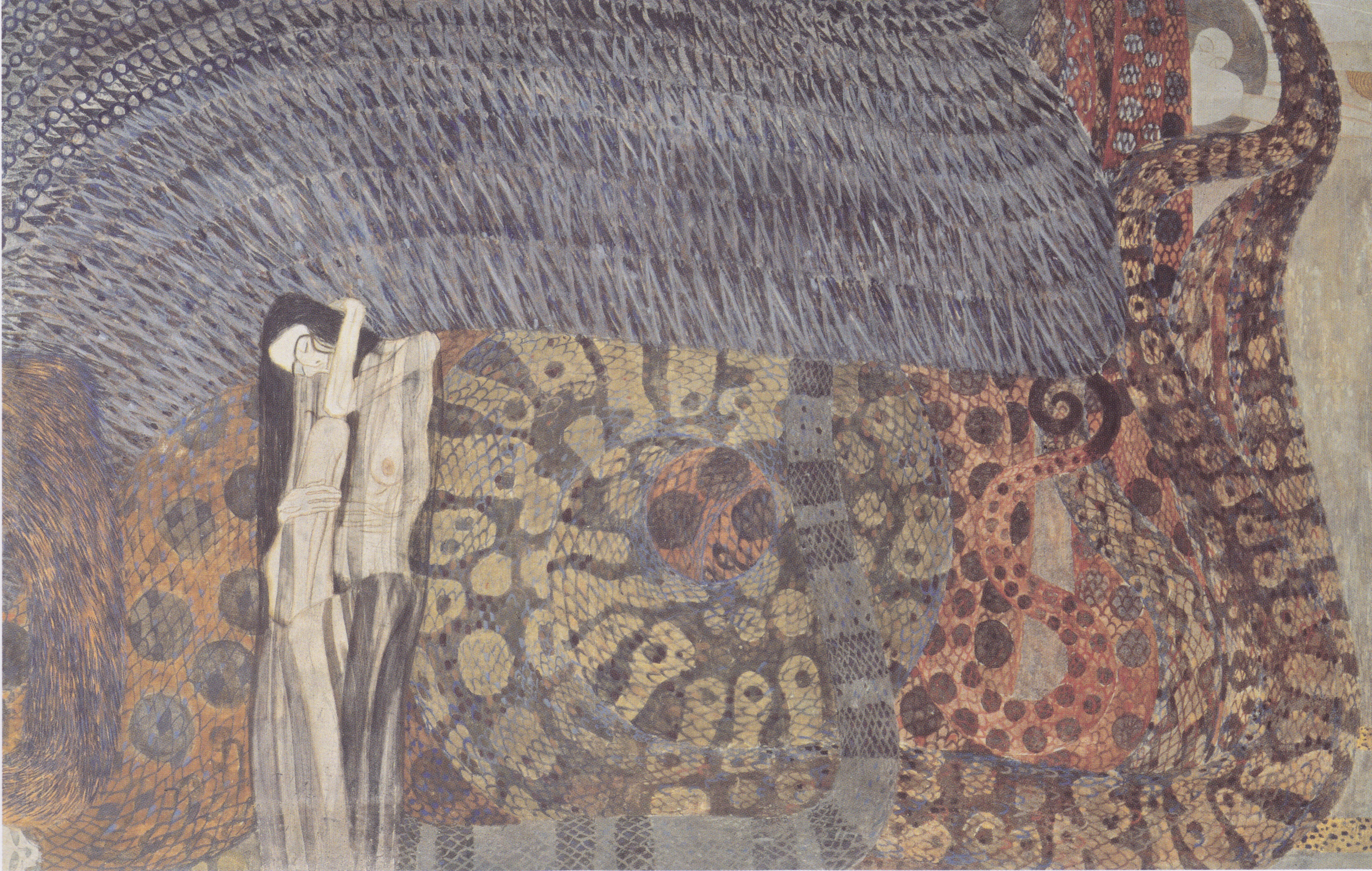
«Ворожі сили»
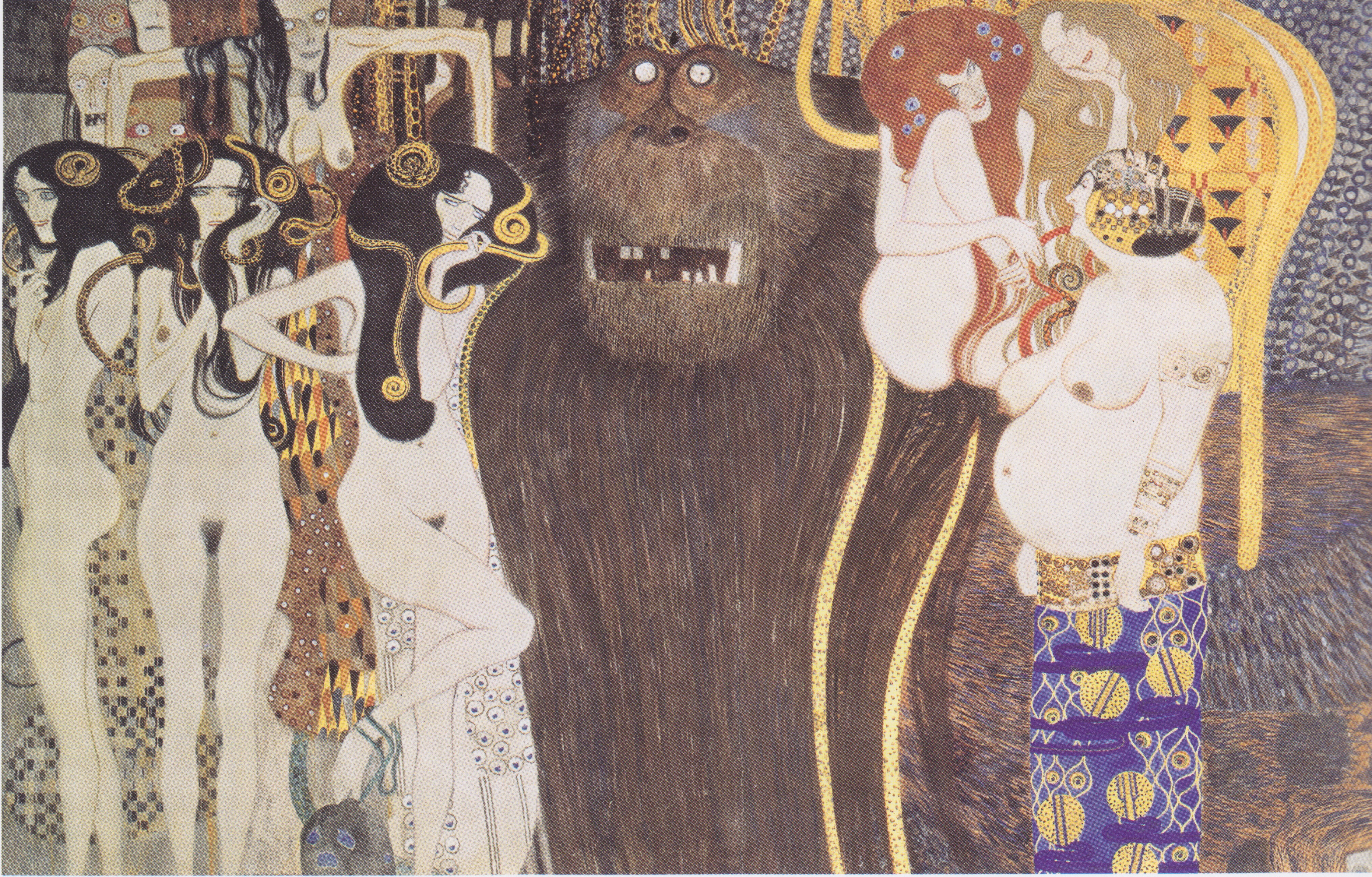

## «Туга за щастям»
«Туга за щастям» — перша сцена з цього циклу, розміщувалася на стіні навпроти входу.
Зображено немічне знесилене людство, що звертається до озброєного лицаря. У руці лицар тримає величезного блискучого меча. Він, переповнений жалем, людинолюбством, має вступити в битву за людське щастя. Зліва — три оголені фігури чоловіка й жінок, що простягають руки до лицаря. Він зображений правіше, за ним — дві жінки, одна з яких тримає вінок — нагорода за сміливість.
Вгорі білим зображено людські бажання, що відлітають геть. Загалом сцену виконано монохромно, акцентом виступають золоті лати лицаря й золотий вінок.

## «Ворожі сили»
На торцевій стіні — друга сцена. У центрі зображено гігантського Тифона (напів-мавпа, напів-змія), проти якого має виступити лицар. Його оточують три доньки — горгони, що символізують Хворобу, Божевілля й Смерть. В їхньому чорному волоссі звиваються золоті змії.
Три жінки символізують Хіть, Безпутство, Нестриманість — бажання й спрямування людства. Хіть — рудоволоса жінка з блакитними квітами в зачісці. Безпутство — жінка, що млосно заплющила очі й нахилила голову. Нестриманість — повна жінка, зображена в профіль. На ній синя спідниця, на голові багаті золоті прикраси. За їхніми спинами — декоративний геометричний орнамент, бридкі й страшні фігури жінок, зображення черепів.
За жінкою в напівпрозорій чорній тканині звивається пітон. Ворожі сили загрожують людству, перешкоджають їхній шлях до щастя й ведуть до смерті.
Критика була невдоволена зображеним у цій сцені. В рецензії «Щоденної газети Імперських озброєних сил» зазначалося: «…ті на Фризі є найпідступнішими з жінок, яких коли-небудь бачили. Із цього я роблю висновок, що Клімт намалював їх, щоб висловити в цьому своє презирство». Граф Карл Ланкоронскі, колекціонер античного мистецтва, на виставці кричав: «Жахливо!».

## «Туга за щастям, вилита в поезії»
На протилежній стіні зображено мистецтва, які рятують людство від жахів і горя. Завдяки мистецтву людина переноситься в ідеальний світ, де царюють мир і любов. До цього світу приведе людей лицар. Бажання людей відлітають геть. Райський хор складається з жіночих фігур, зображених в золотому одязі. Вони сплелися руками — фінальний хор симфонії «Ода до радості».
На заключній сцені — обійми чоловіка, якого зображено зі спини, й жінки. Вони зображені в коконі, дереві поезії, що має форму матки.
Чергування монохромних гармонійних сцен, що зображують людство й ірреальних безладних сцен можна вважати еквівалентом ефектів пьянісімо й раптових спалахів форте, що модулюють музичну композицію. Історик Фріц Новотни писав: «Послідовність тіл, фігур й виразних інтервалів прекрасно поєднує музику з живописом».
Клімт досягає повного балансу між художніми й декоративними цінностями.

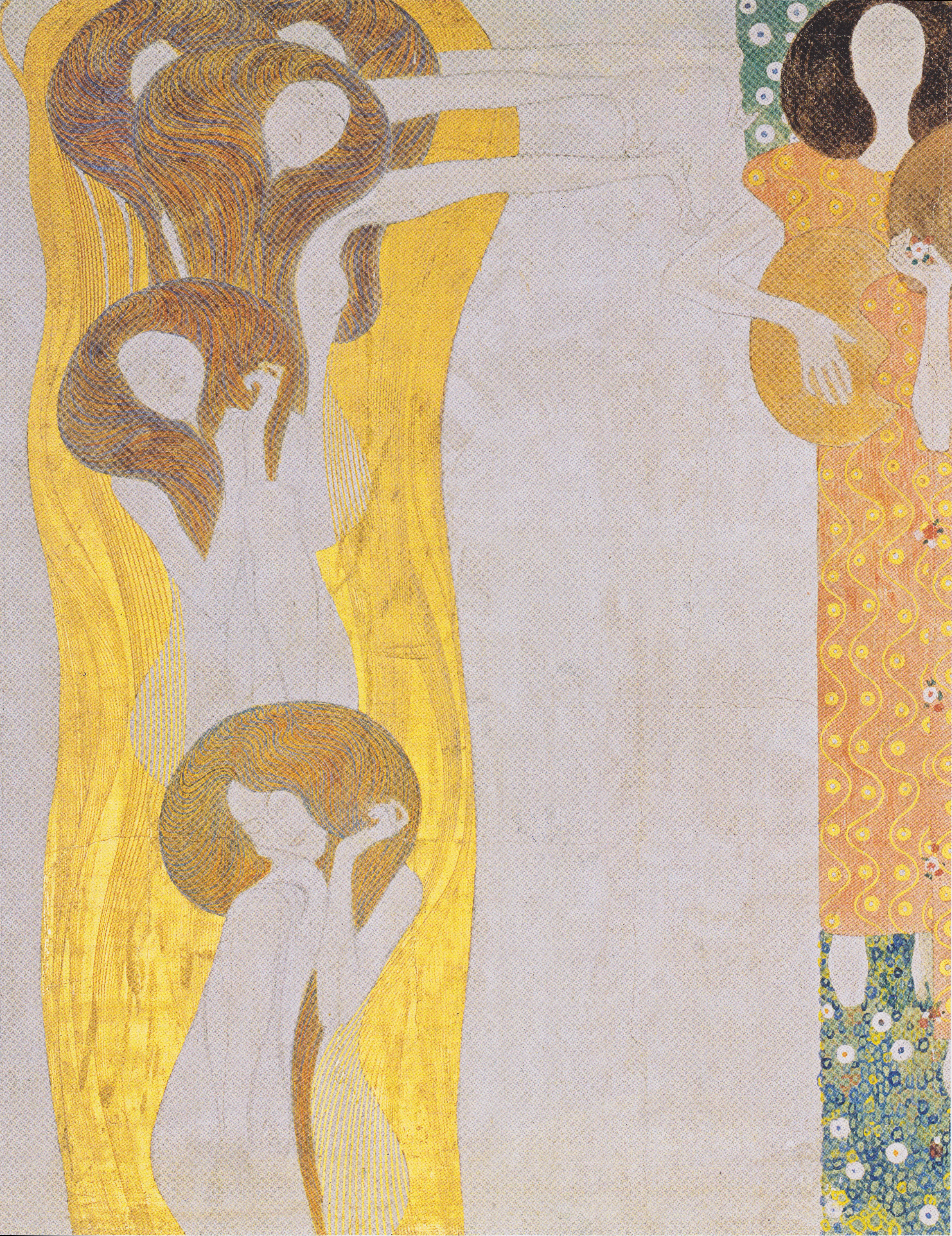
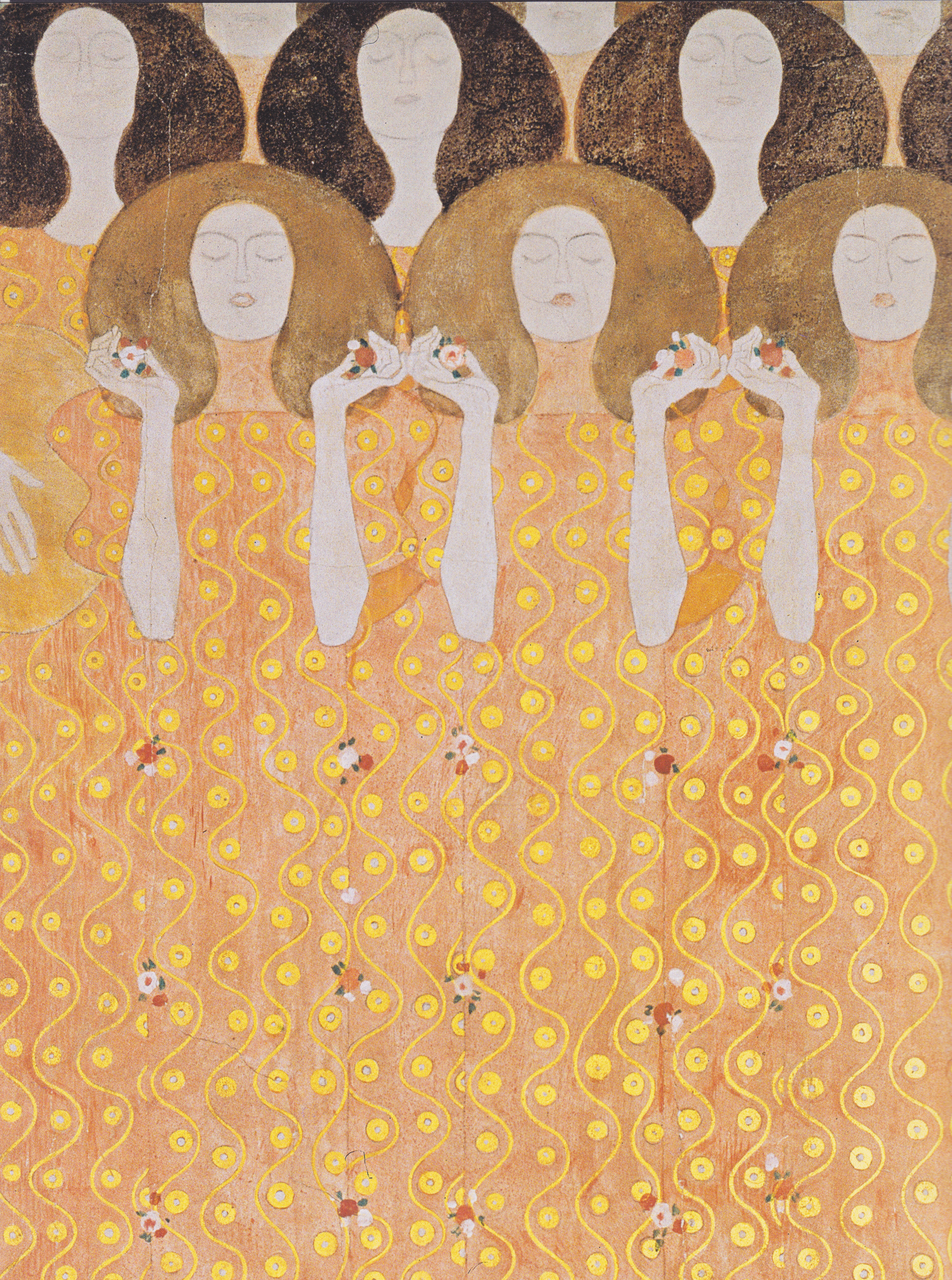
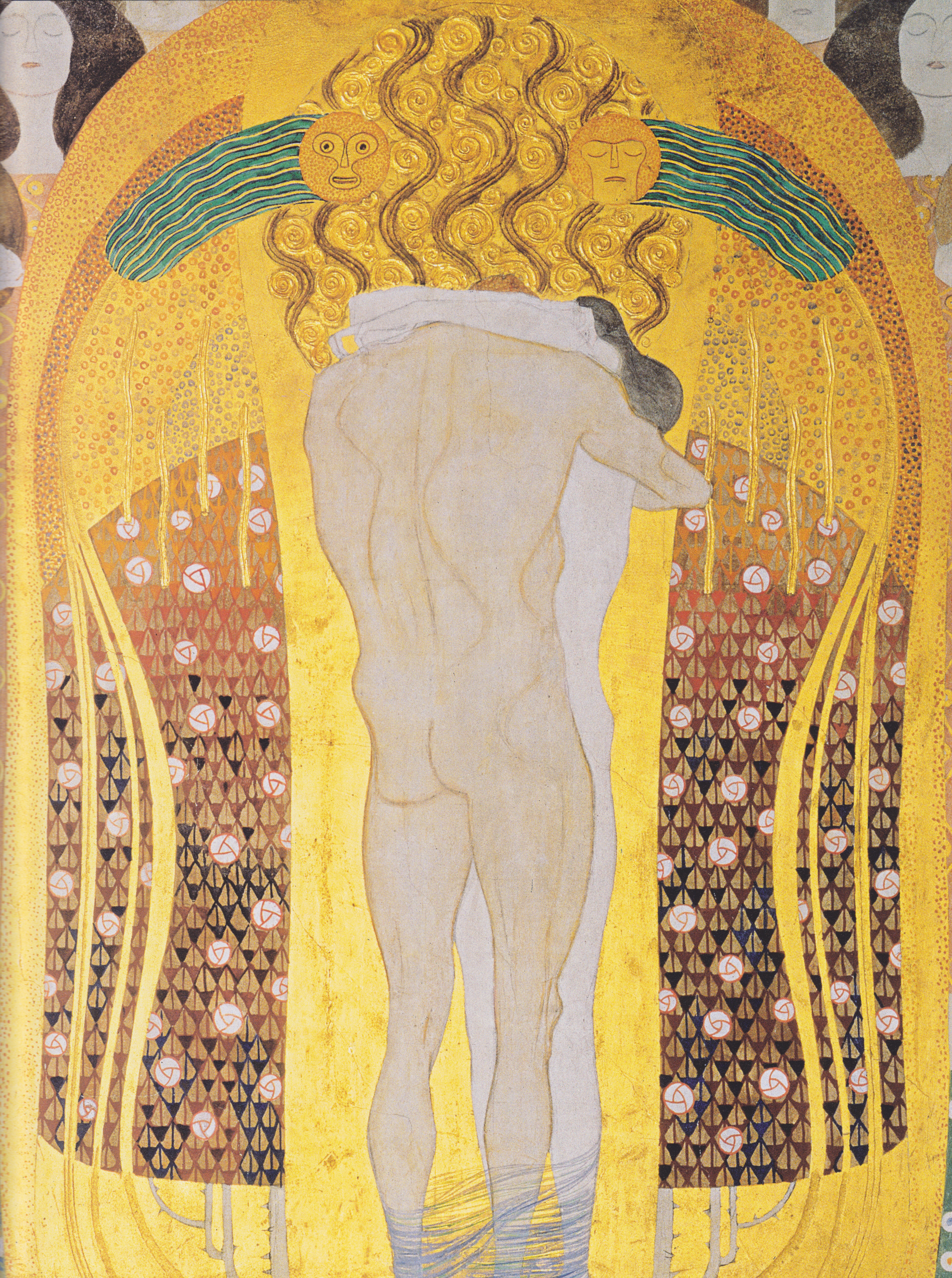

## Факти

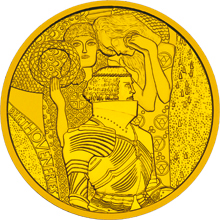
Реверс монети

У 2004 році в Австрії було випущено золоту монету євро — перша монета з серії «Віденський сецесіон». На аверсі зображено головний фасад Палацу сецесіону, на реверсі — фрагмент сцени «Туга за щастям» — голова лицаря й дві жіночі фігури з вінком. Номінал монети — €100, тираж — 30 000.